# Norman Reedus
Norman Mark Reedus (* 6. ledna 1969) je americký herec. Nejvíce je znám pro svou roli Murphyho MacManuse ve filmu z roku 1999, Pokrevní bratři a Pokrevní bratři 2. V současné době ztvárňuje Daryla Dixona v televizním seriálu od AMC, Živí mrtví. Také režíroval několik videoklipů a navrhl mnoho módních kousků. Má jednu z hvězd na slavném Hollywoodském chodníku slávy.

## Dětství a kariéra
Narodil se 6. ledna 1969 v Hollywoodu na Floridě později se přestěhoval s rodinou do Los Angeles v Kalifornii. Nějaký čas žil i v Japonsku, Anglii a Španělsku.
Během svého bydlení v Los Angeles pracoval v obchodě Harley-Davidson a zároveň se věnoval malířství, fotografování, sochařství a dalšímu umění. Svou první roli získal v divadle Tiffany Theater ve hře Maps for Drowners.

## Modeling, hudba a umění
Pracoval jako model pro firmy Prada, Alessandro Dell'Acqua, Durban, Levi's, Lexus a nejčastěji pro Morgenthal Fredrics. Objevil se i v několika hudebních videoklipech: Flat Top od Goo Goo Dolls, Cats In The Cradle od Ugly Kid Joe, Strange Currencies od R.E.M., Fake Plastic Trees od Radiohead, Violently Happy od Björk, Wicked as it Seems od Keith Richards a Judas od Lady Gaga.
Je také malíř, sochař a fotograf. V současnosti má své obrazy vystavené v galeriích v New Yorku, Berlíně, Frankfurtu a Paříži.

## Osobní život
V minulosti měl dlouhotrvající vztah s dánskou modelkou Helenou Christensenovou. Společně mají syna Mingusa Luciena Reeduse (narozen 13. října 1999), kterého pojmenovali podle jazzové legendy Charlese Minguse.
V roce 2005 v Berlíně v Německu prodělal autonehodu. Musel podstoupit operaci a jeho levé oko má kovový oční důlek. Má několik tetování: jméno jeho otce na levé části hrudi, ďábla na horní části pravé ruky, „Mingus“ v červené barvě na jeho pravém předloktí, hvězdu na pravé ruce, dva démony na zádech, srdce na pravém zápěstí a hada na levé noze.
Od roku 2016 udržuje partnerský vztah s herečkou Diane Krugerovou, s níž má od roku 2016 dceru.

## Filmografie
| Rok       | Název                                     | Role                   | Poznámka                                                                         |
| --------- | ----------------------------------------- | ---------------------- | -------------------------------------------------------------------------------- |
| 1997      | Floating                                  | Van                    |                                                                                  |
| 1997      | Mimic                                     | Jeremy                 |                                                                                  |
| 1997      | Six Ways to Sunday                        | Harry Odum             |                                                                                  |
| 1998      | Davis Is Dead                             | Larry                  |                                                                                  |
| 1998      | I'm Losing You                            | Toby                   |                                                                                  |
| 1998      | Ani mě nehne                              | Danny                  |                                                                                  |
| 1998      | Dark Harbor                               | Joven                  |                                                                                  |
| 1999      | Let the Devil Wear Black                  | Brautigan              |                                                                                  |
| 1999      | 8 MM                                      | Warren Anderson        |                                                                                  |
| 1999      | Pokrevní bratři                           | Murphy MacManus        |                                                                                  |
| 2000      | Krvavé tajemství                          | Lucien Carr            |                                                                                  |
| 2000      | Fáma                                      | Travis                 |                                                                                  |
| 2000      | Kdo seje zlo                              | Jonathan Casey         |                                                                                  |
| 2000      | Sand                                      | Jack                   |                                                                                  |
| 2001      | The Beat Nicks                            | Nick Nero              |                                                                                  |
| 2002      | Luster                                    |                        |                                                                                  |
| 2002      | Blade 2                                   | Scud                   |                                                                                  |
| 2002      | Divoká krev                               | Marco                  |                                                                                  |
| 2003      | Nobody Needs to Know                      | Kurt                   |                                                                                  |
| 2003      | Čarodějky                                 | Nate Parks             | Epizody: "Nevidím, neslyším, nemluvím" a "Velká láska Penny Halliwellové"        |
| 2003      | Horký prachy                              | Archie                 |                                                                                  |
| 2003      | Oktanový kult                             |                        |                                                                                  |
| 2004      | Until the Night                           | Robert                 |                                                                                  |
| 2004      | Ôsama no kampô                            |                        |                                                                                  |
| 2005      | Antikörper                                | policista Schmitz      |                                                                                  |
| 2005      | Ta známá Bettie Page                      | Billy Neal             |                                                                                  |
| 2005      | Mistři hrůzy                              | Kirby                  | Epizoda: "Nedopalky Johna Carpentera"                                            |
| 2005      | Comfortably Numb                          | Buddy Flemming         |                                                                                  |
| 2006      | 13 Graves                                 | Norman                 |                                                                                  |
| 2006      | Walls                                     | Henry Flesh            | Krátký film                                                                      |
| 2006      | Zákon a pořádek: Útvar pro zvláštní oběti | Derek Lord             | Epizoda: "Vliv"                                                                  |
| 2006      | Zločin                                    | Vincent Harris         |                                                                                  |
| 2006      | Killer Queen                              | Jack Trust             |                                                                                  |
| 2007      | Americký gangster                         | detektiv Norman Reilly |                                                                                  |
| 2007      | Moscow Chill                              | Ray Perso              |                                                                                  |
| 2008      | Hledá se hrdina                           | Swain                  |                                                                                  |
| 2008      | Red Canyon                                | Mac                    |                                                                                  |
| 2008      | Vražedný termín                           | Seth                   | Krátký film                                                                      |
| 2008      | Clown                                     | Lucien                 | Krátký film                                                                      |
| 2008      | Cadillac Records                          | inženýr Chess Records  |                                                                                  |
| 2008      | Echos of Extinction                       | Eric Richards          |                                                                                  |
| 2008      | Styrofoam Soul                            | Joe                    |                                                                                  |
| 2009      | The Chase                                 | Nebezpečný muž         |                                                                                  |
| 2009      | Prokletí domu slunečnic 2                 | John Rollins           |                                                                                  |
| 2009      | Symptom Pandorum                          | Shepard                |                                                                                  |
| 2009      | Night of the Templar                      | Henry                  |                                                                                  |
| 2009      | Pokrevní bratři 2                         | Murphy MacManus        |                                                                                  |
| 2010      | As Blood Runs Deep                        | Dennis Burrows         |                                                                                  |
| 2010      | Konspirátor                               | Lewis Payne            |                                                                                  |
| 2010      | Ollie Klublershturf vs. The Nazi          | Barry                  | Krátký film                                                                      |
| 2010      | 8 Uhr 28                                  | cizinec                |                                                                                  |
| 2010      | Havaj 5-0                                 | Anton Hess             |                                                                                  |
| 2010      | Meskada                                   | Dennis Burrows         |                                                                                  |
| 2010–2022 | Živí mrtví                                | Daryl Dixon            | Nominace – Saturn Awards za nejlepšího televizního herce ve vedlejší roli (2012) |
| 2011      | Hello Herman                              | Lax                    |                                                                                  |
| 2011      | The Soup                                  | Daryl Dixon            | 39. epizoda 8. série                                                             |
| 2012      | Night of the Templar                      | Henry Flesh            |                                                                                  |
| 2012      | Sunlight Jr.                              | Justin                 |                                                                                  |
| 2014      | Šofér                                     | Norman                 |                                                                                  |
| 2016      | Triple 9                                  | Russell Welch          |                                                                                  |
| 2023      | Motorkáři                                 | Funny Sonny            |                                                                                  |
| 2025      | Balerína: Ze světa Johna Wicka            | Pine                   |                                                                                  |